# Frontignan-de-Comminges
Frontignan-de-Comminges is een gemeente in het Franse departement Haute-Garonne (regio Occitanie) en telt 68 inwoners (2009). De plaats maakt deel uit van het arrondissement Saint-Gaudens.

## Geografie
De oppervlakte van Frontignan-de-Comminges bedraagt 2,5 km², de bevolkingsdichtheid is dus 27,2 inwoners per km².
De onderstaande kaart toont de ligging van Frontignan-de-Comminges met de belangrijkste infrastructuur en aangrenzende gemeenten.

## Demografie
Onderstaande figuur toont het verloop van het inwonertal (bron: INSEE-tellingen).